# Gloria a Stalin!
Gloria a Stalin! (ru Сталину слава!, tr Stalinu slava!) è una canzone patriottica sovietica, colonna sonora del film La caduta di Berlino. Scritta nel 1949 da Yevgeni Dolmatovski sulle note del celebre compositore Dmitri Shostakovich la canzone celebra la figura di Iosif Stalin, la vittoria sovietica sul Nazismo e la costruzione del socialismo in URSS.